# UCI-Cyclocross-Weltcup 2012/13
Beim UCI-Cyclocross-Weltcup 2012/13 wurden von Oktober 2012 bis Januar 2013 durch die Union Cycliste Internationale Weltcup-Sieger im Cyclocross ermittelt. 

## Elite

### Frauen
| Rnd | Datum             | Ort            | Erste             | Zweite            | Dritte                   |
| --- | ----------------- | -------------- | ----------------- | ----------------- | ------------------------ |
| 1   | 21. Oktober 2012  | Tábor          | Sanne van Paassen | Katherine Compton | Helen Wyman              |
| 2   | 28. Oktober 2012  | Plzeň          | Katherine Compton | Helen Wyman       | Nikki Harris             |
| 3   | 24. November 2012 | Koksijde       | Katherine Compton | Nikki Harris      | Sanne Cant               |
| 4   | 2. Dezember 2012  | Roubaix        | Katherine Compton | Sanne van Paassen | Jasmin Achermann         |
| 5   | 23. Dezember 2012 | Namur          | Katherine Compton | Kateřina Nash     | Marianne Vos             |
| 6   | 26. Dezember 2012 | Heusden-Zolder | Marianne Vos      | Katherine Compton | Sanne Cant               |
| 7   | 6. Januar 2013    | Rom            | Marianne Vos      | Katherine Compton | Kateřina Nash            |
| 8   | 20. Januar 2013   | Hoogerheide    | Marianne Vos      | Sanne van Paassen | Christel Ferrier-Bruneau |

Gesamtwertung
| Platz | Name              | Punkte |
| ----- | ----------------- | ------ |
| 1     | Katherine Compton | 390    |
| 2     | Sanne van Paassen | 300    |
| 3     | Nikki Harris      | 276    |
| 4     | Helen Wyman       | 274    |
| 5     | Sanne Cant        | 247    |
| 6     | Marianne Vos      | 225    |

### Männer
| Rnd | Datum             | Ort            | Erster        | Zweiter           | Dritter               |
| --- | ----------------- | -------------- | ------------- | ----------------- | --------------------- |
| 1   | 21. Oktober 2012  | Tábor          | Kevin Pauwels | Lars van der Haar | Niels Albert          |
| 2   | 28. Oktober 2012  | Plzeň          | Niels Albert  | Klaas Vantornout  | Kevin Pauwels         |
| 3   | 24. November 2012 | Koksijde       | Sven Nys      | Niels Albert      | Francis Mourey        |
| 4   | 2. Dezember 2012  | Roubaix        | Sven Nys      | Kevin Pauwels     | Niels Albert          |
| 5   | 23. Dezember 2012 | Namur          | Kevin Pauwels | Sven Nys          | Niels Albert          |
| 6   | 26. Dezember 2012 | Heusden-Zolder | Sven Nys      | Niels Albert      | Zdeněk Štybar         |
| 7   | 6. Januar 2013    | Rom            | Kevin Pauwels | Niels Albert      | Marco Aurelio Fontana |
| 8   | 20. Januar 2013   | Hoogerheide    | Martin Bína   | Lars van der Haar | Simon Zahner          |

Gesamtwertung
| Platz | Name                   | Punkte |
| ----- | ---------------------- | ------ |
| 1     | Niels Albert           | 540    |
| 2     | Kevin Pauwels          | 515    |
| 3     | Sven Nys               | 506    |
| 4     | Lars van der Haar      | 411    |
| 5     | Bart Aernouts          | 372    |
| 6     | Radomír Šimůnek junior | 361    |

## U23

### Männer
| Rnd | Datum             | Ort            | Erster             | Zweiter                 | Dritter                |
| --- | ----------------- | -------------- | ------------------ | ----------------------- | ---------------------- |
| 1   | 21. Oktober 2012  | Tábor          | Mike Teunissen     | Corné van Kessel        | Wietse Bosmans         |
| 2   | 28. Oktober 2012  | Plzeň          | Wietse Bosmans     | Wout Van Aert           | Michael Vanthourenhout |
| 3   | 24. November 2012 | Koksijde       | Wietse Bosmans     | Michiel van der Heijden | Wout Van Aert          |
| 4   | 26. Dezember 2012 | Heusden-Zolder | Wietse Bosmans     | Corné van Kessel        | Wout Van Aert          |
| 5   | 6. Januar 2013    | Rom            | Julian Alaphilippe | Mike Teunissen          | Gianni Vermeersch      |
| 6   | 20. Januar 2013   | Hoogerheide    | Wietse Bosmans     | Gianni Vermeersch       | Julian Alaphilippe     |

Gesamtwertung
| Platz | Name               | Punkte |
| ----- | ------------------ | ------ |
| 1     | Wietse Bosmans     | 315    |
| 2     | Wout Van Aert      | 222    |
| 3     | Corné van Kessel   | 200    |
| 4     | Gianni Vermeersch  | 200    |
| 5     | Mike Teunissen     | 193    |
| 6     | Julian Alaphilippe | 163    |

## Junioren

### Männer
| Rnd | Datum             | Ort            | Erster               | Zweiter          | Dritter          |
| --- | ----------------- | -------------- | -------------------- | ---------------- | ---------------- |
| 1   | 21. Oktober 2012  | Tábor          | Mathieu van der Poel | Quinten Hermans  | Karel Pokorný    |
| 2   | 28. Oktober 2012  | Plzeň          | Mathieu van der Poel | Quinten Hermans  | Logan Owen       |
| 3   | 24. November 2012 | Koksijde       | Mathieu van der Poel | Quinten Hermans  | Martijn Budding  |
| 4   | 26. Dezember 2012 | Heusden-Zolder | Mathieu van der Poel | Logan Owen       | Martijn Budding  |
| 5   | 6. Januar 2013    | Rom            | Mathieu van der Poel | Gioele Bertolini | Martijn Budding  |
| 6   | 20. Januar 2013   | Hoogerheide    | Mathieu van der Poel | Martijn Budding  | Gioele Bertolini |

Gesamtwertung
| Platz | Name                 | Punkte |
| ----- | -------------------- | ------ |
| 1     | Mathieu van der Poel | 360    |
| 2     | Martijn Budding      | 255    |
| 3     | Logan Owen           | 205    |
| 4     | Nicolas Cleppe       | 184    |
| 5     | Quinten Hermans      | 178    |
| 6     | Gioele Bertolini     | 171    |